# Michel Tromont
Michel Jules Arthur Tromont (Quiévrain, 24 juni 1937 – aldaar, 9 juli 2018) was een Belgisch politicus voor de Waalse partij PRL.

## Levensloop
Als licentiaat in de commerciële en de financiële wetenschappen werd Tromont beroepshalve onderwijzer.
In oktober 1976 werd hij voor de PRL verkozen tot gemeenteraadslid van Quiévrain, waar hij van 1977 tot 1983 burgemeester was. In februari 1978 volgde hij de overleden Léon Hannotte op als lid van de Kamer van volksvertegenwoordigers voor het arrondissement Bergen, een mandaat dat hij ook tot in 1983 behield.
Van 1981 tot 1983 was hij bovendien minister van Franstalig Nationaal Onderwijs in de Regering-Martens V. In juni 1983 verliet hij de actieve politiek om provinciegouverneur te worden van Henegouwen. Dit mandaat oefende hij uit tot in 2004, toen hij de leeftijdsgrens van 67 jaar bereikte.